# Oudnieuwe Synagoge

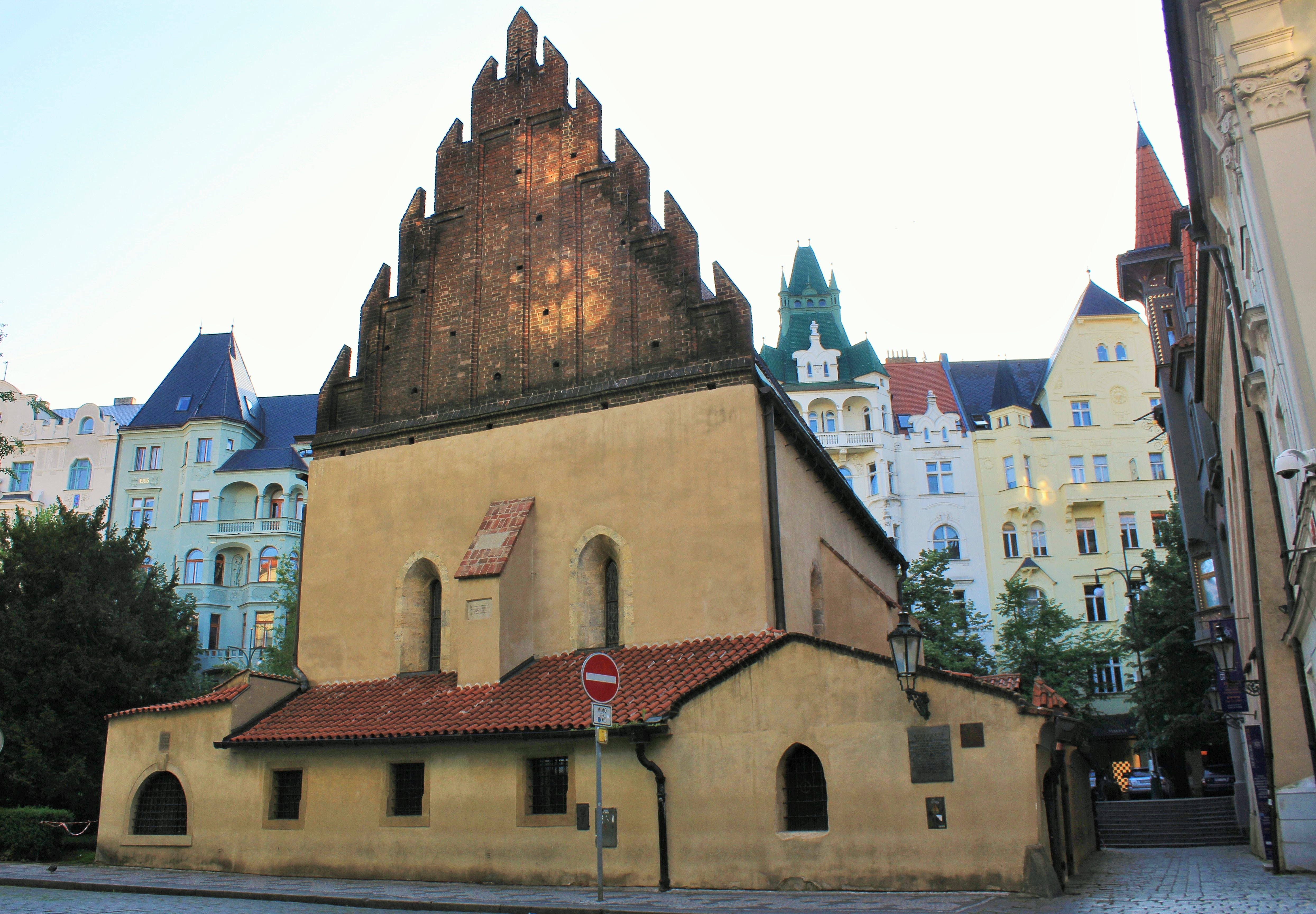
De westelijke gevel van Oudnieuwe Synagoge

De Oudnieuwe Synagoge (Jiddisch: Altneuschul; Tsjechisch: Staronová synagoga) is een synagoge in de Joodse wijk Josefov van de Tsjechische hoofdstad Praag. Het is de oudste synagoge van Europa die in de 21e eeuw nog in gebruik is. Net ten westen van de synagoge ligt de Oude Joodse Begraafplaats.

## Geschiedenis
Het gebouw werd gebouwd in het midden van de 13e eeuw en de bouw was gereed in 1275. In eerste instantie werd het gebedshuis de Grote of Nieuwe Synagoge genoemd, om hem te onderscheiden van een oudere synagoge, die tegenwoordig niet meer bestaat. Toen in de 16e eeuw nieuwe synagoges werden gebouwd in de Joodse wijk kreeg de synagoge de huidige naam.
De Oudnieuwe Synagoge is gebouwd in vroeggotische stijl. Omdat het in die tijd voor Joden niet was toegestaan bouwmeester te zijn is het gebouw ontworpen door christenen. Sinds de 13e eeuw is er weinig aan het gebouw veranderd. Wel kreeg het in de 14e eeuw de opvallende trapgevel. In de 18e eeuw werd aan de west- en noordzijde een galerij toegevoegd vanwaaruit de vrouwen de dienst konden volgen via openingen in de muur. Josef Mocker renoveerde het gebedshuis in 1883 en gedurende de 20e eeuw hebben driemaal renovatiewerkzaamheden plaatsgevonden.

## Interieur

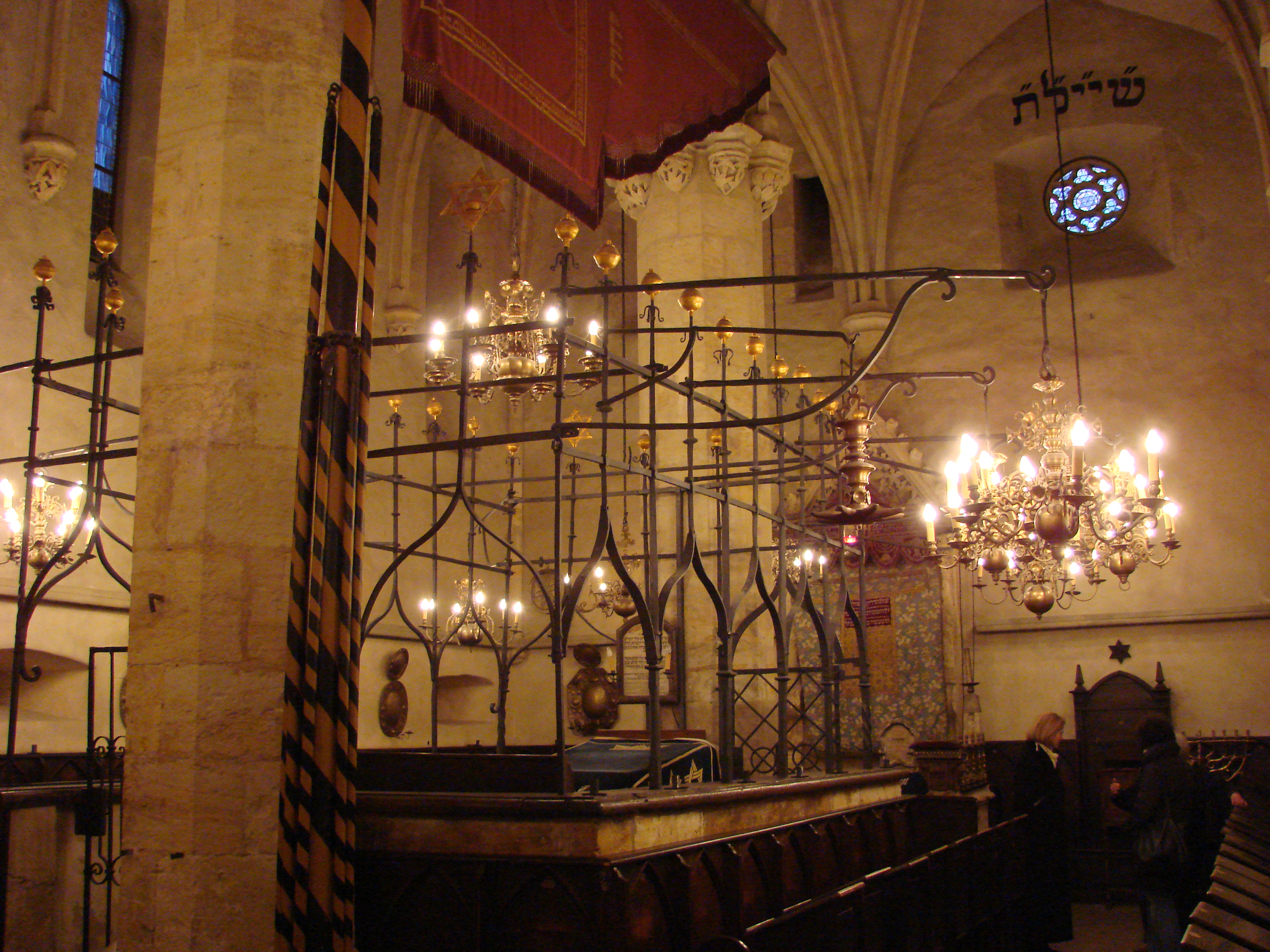
Het interieur van de synagoge met bovenin het rode vaandel van de Praagse Joodse gemeenschap.

De synagoge heeft een gotische gebedszaal waarvan het ribgewelf ondersteund wordt twee door achthoekige pilaren. Om een kruisvorm in het plafond te voorkomen werd in het ribgewelf een vijfde rib toegevoegd. Tussen de twee pilaren hangt het rode Joodse vaandel met daarop een gouden davidster met daarin een hoed afgebeeld die Joden in de 14e eeuw verplicht waren om te dragen. Dit vaandel is een kopie van het origineel uit 1716.
Aan de oostzijde van de gebedszaal Staat de thoraschrijn. De timpaan hierboven stamt uit de 13e eeuw en is versierd met reliëfs van bladeren. Hiernaast is boven een van de stoelen langs de wand een davidster geplaatst omdat dit vroeger de zitplaats van rabbi Jehoeda Löw was. De toegangsdeur vanuit het voorportaal heeft een timpaan die versierd is met druiventrossen en bladeren. Verder is het getal twaalf een terugkerend thema in de synagoge.

## Legenden
Volgens een legende zouden voor de bouw stenen van de oorspronkelijke tempel van Jeruzalem zijn gebruikt. Deze zouden door engelen gebracht zijn op voorwaarde dat de stenen weer teruggebracht zouden worden als de messias op aarde verschijnt en de tempel herbouwd zal worden.
Een andere legende gaat over de Golem, een wezen van klei dat door de rabbijn Jehoeda Löw gecreëerd zou zijn en die hij, na het weer levenloos te maken, in de genizah op de zolder van de synagoge verstopt zou hebben.